# Masore
Masore – wieś w Słowenii, w gminie Idrija. W 2018 roku liczyła 65 mieszkańców.